# Campionati europei di nuoto 2012 - 100 metri rana maschili
La gara dei 100 metri rana maschili degli Europei 2012 si è svolta il 21 e il 22 maggio 2012 e vi hanno partecipato 59 atleti. Le batterie e le semifinali si sono svolte il 21 e la finale nel pomeriggio del giorno successivo.

## Podio
| Pos.    | Atleta         | Nazione |
| ------- | -------------- | ------- |
| Oro     | Fabio Scozzoli | Italia  |
| Argento | Valerij Dymo   | Ucraina |
| Bronzo  | Mattia Pesce   | Italia  |

## Record
Prima della manifestazione il record del mondo (RM), il record europeo (EU) e il record dei campionati (RC) erano i seguenti.
| Record mondiale       | 58"58 | Brenton Rickard    | 27 luglio 2009 Roma     |
| Record europeo        | 58"64 | Hugues Duboscq     | 27 luglio 2009 Roma     |
| Record dei campionati | 59"20 | Alexander Dale Oen | 10 agosto 2010 Budapest |

## Risultati

### Batterie
| Pos. | Atleta                 | Nazionalità | Tempo   | Batteria | Corsia | Note |
| ---- | ---------------------- | ----------- | ------- | -------- | ------ | ---- |
| 1    | Imri Ganiel            | Israele     | 1'00"96 | 4        | 4      | Q    |
| 2    | Damir Dugonjič         | Slovenia    | 1'01"13 | 8        | 5      | Q    |
| 3    | Fabio Scozzoli         | Italia      | 1'01"14 | 8        | 4      | Q    |
| 4    | Mattia Pesce           | Italia      | 1'01"21 | 7        | 5      | Q    |
| 5    | Valerij Dymo           | Ucraina     | 1'01"28 | 6        | 6      | Q    |
| 6    | Kirill Strel'nikov     | Russia      | 1'01"40 | 8        | 2      | Q    |
| 7    | Flavio Bizzarri        | Italia      | 1'01"46 | 8        | 7      |      |
| 8    | Hugues Duboscq         | Francia     | 1'01"54 | 7        | 4      | Q    |
| 9    | Christian Vom Lehn     | Germania    | 1'01"55 | 6        | 4      | Q    |
| 10   | Martin Liivamägi       | Estonia     | 1'01"63 | 8        | 1      | Q    |
| 11   | Ihor Borysyk           | Ucraina     | 1'01"67 | 7        | 6      | Q    |
| 12   | Carlos Esteves Almeida | Portogallo  | 1'01"72 | 7        | 2      | Q    |
| 13   | Laurent Carnol         | Lussemburgo | 1'01"75 | 6        | 7      | Q    |
| 14   | Andrij Kovalenko       | Ucraina     | 1'01"80 | 6        | 1      |      |
| 15   | Marco Koch             | Germania    | 1'01"81 | 8        | 6      | Q    |
| 16   | Martti Aljand          | Estonia     | 1'01"85 | 5        | 4      | Q    |
| 17   | Petr Bartunek          | Rep. Ceca   | 1'01"89 | 7        | 8      | Q    |
| 17   | Hunor Mate             | Austria     | 1'01"89 | 8        | 8      | Q    |
| 19   | Anton Lobanov          | Russia      | 1'01"90 | 6        | 5      |      |
| 19   | Čaba Silađi            | Serbia      | 1'01"90 | 7        | 1      |      |
| 19   | Panagiōtīs Samilidīs   | Grecia      | 1'01"90 | 8        | 3      |      |
| 22   | Gal Nevo               | Israele     | 1'01"95 | 5        | 2      |      |
| 23   | Dawid Szulich          | Polonia     | 1'01"99 | 6        | 3      |      |
| 24   | Eetu Karvonen          | Finlandia   | 1'02"09 | 4        | 2      |      |
| 25   | Tomáš Klobučník        | Slovacchia  | 1'02"16 | 4        | 3      |      |
| 26   | Aleksander Hetland     | Norvegia    | 1'02"17 | 3        | 1      |      |
| 27   | Matti Mattsson         | Finlandia   | 1'02"18 | 3        | 5      |      |
| 28   | Jakob Jóhann Sveinsson | Islanda     | 1'02"19 | 7        | 7      |      |
| 29   | Yannick Käser          | Svizzera    | 1'02"20 | 5        | 5      |      |
| 30   | Matjaz Markić          | Slovenia    | 1'02"23 | 6        | 2      |      |
| 31   | Gábor Financsek        | Ungheria    | 1'02"32 | 6        | 8      |      |
| 32   | Emil Tahirović         | Slovenia    | 1'02"41 | 4        | 8      |      |
| 33   | Danila Artiomov        | Moldavia    | 1'02"47 | 5        | 6      |      |
| 34   | Dragoș Agache          | Romania     | 1'02"51 | 7        | 3      |      |
| 35   | Johannes Skagius       | Svezia      | 1'02"61 | 4        | 5      |      |
| 35   | Viktar Vabiščevič      | Bielorussia | 1'02"61 | 4        | 1      |      |
| 37   | Martin Schweizer       | Svizzera    | 1'02"74 | 4        | 6      |      |
| 38   | Filipp Provorkov       | Estonia     | 1'02"82 | 3        | 2      |      |
| 39   | Árni Már Árnason       | Islanda     | 1'02"96 | 5        | 8      |      |
| 40   | Ömer Aslanoğlu         | Turchia     | 1'03"04 | 5        | 7      |      |
| 41   | Slawomir Kuczko        | Polonia     | 1'03"08 | 3        | 6      |      |
| 42   | Oleg Kostin            | Russia      | 1'03"23 | 3        | 8      |      |
| 43   | Robert Vovk            | Slovenia    | 1'03"30 | 3        | 4      |      |
| 44   | Yaron Shagalov         | Israele     | 1'03"34 | 3        | 3      |      |
| 45   | Sverre Næss            | Norvegia    | 1'03"44 | 2        | 3      |      |
| 46   | Vadim Romanov          | Estonia     | 1'03"61 | 2        | 7      |      |
| 47   | Filip Wypych           | Polonia     | 1'03"62 | 2        | 1      |      |
| 48   | Tomáš Fučík            | Rep. Ceca   | 1'03"71 | 1        | 3      |      |
| 49   | Vaidotas Blazis        | Lituania    | 1'03"72 | 2        | 5      |      |
| 50   | Oleksij Rožkov         | Ucraina     | 1'03"74 | 5        | 3      |      |
| 51   | Ante Križan            | Croazia     | 1'04"12 | 2        | 2      |      |
| 52   | Saša Gerbec            | Croazia     | 1'04"14 | 3        | 7      |      |
| 53   | Lăčezar Šumkov         | Bulgaria    | 1'04"53 | 2        | 4      |      |
| 54   | Maxim Podoprigora      | Austria     | 1'04"62 | 4        | 7      |      |
| 55   | Marius Mikalauskas     | Lituania    | 1'05"01 | 1        | 4      |      |
| 56   | Marek Botík            | Slovacchia  | 1'05"05 | 1        | 5      |      |
| 57   | Uldis Tazāns           | Lettonia    | 1'05"15 | 2        | 6      |      |
| 58   | Daniel Vácval          | Slovacchia  | 1'05"23 | 2        | 8      |      |
| -    | Jowan Qupty            | Israele     | -       | 5        | 1      | DSQ  |

### Semifinali
| Pos. | Atleta                 | Nazionalità | Tempo   | Batteria | Corsia | Note |
| ---- | ---------------------- | ----------- | ------- | -------- | ------ | ---- |
| 1    | Damir Dugonjič         | Slovenia    | 1'00"64 | 1        | 4      | Q    |
| 2    | Mattia Pesce           | Italia      | 1'00"72 | 1        | 5      | Q    |
| 3    | Fabio Scozzoli         | Italia      | 1'00"90 | 2        | 5      | Q    |
| 4    | Imri Ganiel            | Israele     | 1'01"01 | 2        | 4      | Q    |
| 5    | Marco Koch             | Germania    | 1'01"19 | 2        | 1      | Q    |
| 5    | Carlos Esteves Almeida | Portogallo  | 1'01"19 | 2        | 7      | Q    |
| 7    | Kirill Strel'nikov     | Russia      | 1'01"29 | 1        | 3      | Q    |
| 7    | Valerij Dymo           | Ucraina     | 1'01"29 | 2        | 3      | Q    |
| 9    | Ihor Borysyk           | Ucraina     | 1'01"34 | 1        | 2      |      |
| 10   | Hugues Duboscq         | Francia     | 1'01"35 | 2        | 6      |      |
| 11   | Christian Vom Lehn     | Germania    | 1'01"50 | 1        | 6      |      |
| 12   | Martin Liivamägi       | Estonia     | 1'01"66 | 2        | 2      |      |
| 13   | Laurent Carnol         | Lussemburgo | 1'01"68 | 1        | 7      |      |
| 14   | Martti Aljand          | Estonia     | 1'01"79 | 1        | 1      |      |
| 15   | Petr Bartunek          | Rep. Ceca   | 1'01"86 | 2        | 8      |      |
| 16   | Hunor Mate             | Austria     | 1'02"25 | 1        | 8      |      |

### Finale
| Pos.    | Atleta                 | Nazionalità | Tempo   | Corsia | Note |
| ------- | ---------------------- | ----------- | ------- | ------ | ---- |
| Oro     | Fabio Scozzoli         | Italia      | 1'00"55 | 3      |      |
| Argento | Valerij Dymo           | Ucraina     | 1'00"68 | 8      |      |
| Bronzo  | Mattia Pesce           | Italia      | 1'00"93 | 5      |      |
| 4       | Marco Koch             | Germania    | 1'00"99 | 2      |      |
| 5       | Kirill Strel'nikov     | Russia      | 1'01"12 | 1      |      |
| 6       | Imri Ganiel            | Israele     | 1'01"33 | 6      |      |
| 7       | Damir Dugonjič         | Slovenia    | 1'01"51 | 4      |      |
| 8       | Carlos Esteves Almeida | Portogallo  | 1'01"57 | 7      |      |